# Rida Bennajem
Rida Bennajem, né le 27 mars 1991 à Amsterdam (Pays-Bas) et mort le 16 mars 2013 dans la même ville, est un tueur à gages néerlandais d'origine marocaine opérant pour l'organisation Mocro Maffia de Benaouf.
Spécialisé dans les braquages et les assassinats, il intègre les rangs de l'organisation de Benaouf et passe deux fois à l'action pour abattre deux hommes principaux du rival Gwenette Martha. Au total, il assassine quatre personnes dans son parcours criminel, dont deux dans la Mocro-oorlog. Intensivement recherché par la police néerlandaise, il reste en dessous du radar, parvenant à s'échapper à chaque braquage ou assassinat.
Recherché par Interpol, il est abattu le 16 mars 2013 à Amsterdam, à l'âge de 21 ans. L'auteur de son assassinat n'a jamais été retrouvé.

## Jeunesse (1991-2006)

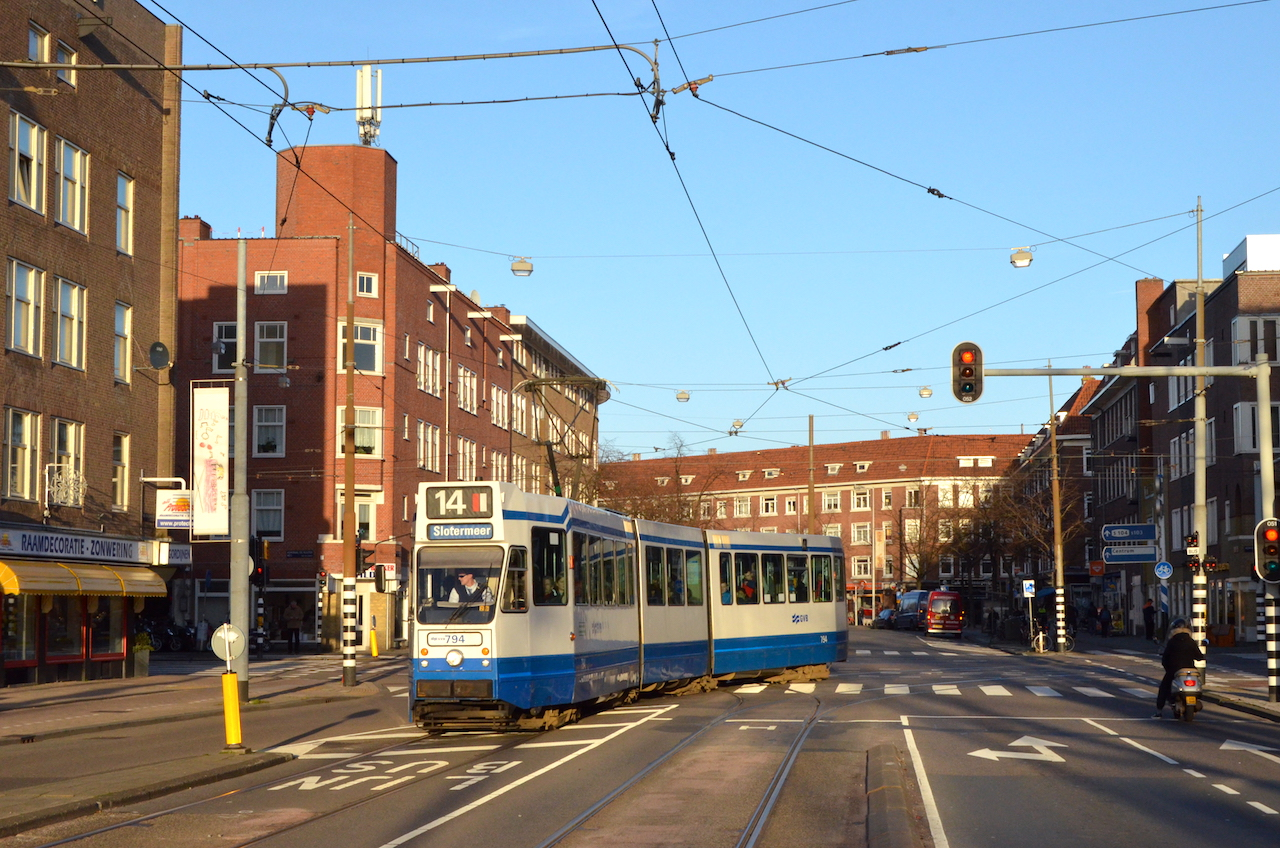
Rida Bennajem grandit dans le quartier Gulden Winckelplantsoen à Bos en Lommer à Amsterdam.

Rida Bennajem naît le 27 mars 1991 à Amsterdam et grandit dans la banlieue Bos en Lommer dans une famille marocaine de trois garçons et deux filles. La mère de Rida est née à Ketama et a grandi à Tétouan. Son père, ouvrier dans le domaine de nettoyage, est originaire de Casablanca. Ils immigrent tous les deux à Amsterdam. Chaque été, la famille Bennajem se rend à Tétouan où ils possèdent un appartement. Chaque année, Rida apprend à connaitre son pays d'origine pendant quatre semaines.
Chaque samedi à Amsterdam, Rida se rend à l'école islamique où il apprend le coran et la langue arabe. Au quartier, Rida joue souvent au football avec ses amis. Dans les jours de la semaine, il se rend à l'école Multatuli d'Amsterdam, classée parmi les écoles les moins réputées des Pays-Bas selon les rapports d'inspections écolières. Dyslexique, Rida a des difficultés avec les études et se crée beaucoup d'ennemis à l'école. Lorsque Rida a huit ans, ses parents divorcent. La mère de Rida est contrainte d'éduquer toute seule ses cinq enfants. Elle rencontre très vite des difficultés financières. Rida voit son père une fois par semaine, il partit habiter dans le même quartier. Après le divorce, Rida ne se rend plus à l'école islamique. Après avoir terminé l'école primaire, il est inscrit dans une école secondaire où il rencontre énormément de problèmes. Deux ans plus tard, en 2007, il est inscrit à l'école Altra College (nl), une école spécialisée pour les élèves ayant des difficultés de concentration et des problèmes psychiatriques. Dans cette école, il fréquente des jeunes ayant un avenir tracé derrière les barreaux.
La mère de Rida tente de sauver son fils en l'inscrivant dans une école de cuisine. Avec un faible revenu, elle paye même un uniforme complet pour Rida. Mais Rida ne sera finalement pas cuisinier. Le jeune garçon devient de plus en plus discret. Déscolarisé et peu tenté d'aller chercher du travail, il prend du plaisir seulement au quartier avec un ballon de foot. Pendant que sa mère et ses sœurs surveillent sans cesse Rida, le jeune garçon tient les murs dans le quartier Gulden Winckelplantsoen à se raconter des blagues, des anecdotes et leur problèmes avec ses amis Marocains du quartier, ayant pour la plupart le même parcours que Rida. Les sujets les plus évoqués : footballeurs, kick-boxeurs, criminels et la sortie du nouveau téléphone BlackBerry. Ils écoutent régulièrement du rap, jouent souvent au football fument du cannabis, boivent des Energy Drink, sifflent chaque femme qui passe habillée court et font des wheeling avec leur scooter. Tenant les murs de l'Albert Heijn du quartier Gulden Winckelplantsoen, les jeunes dérangent les passants qui sont contraints de passer chaque matin dans le magasin.
Parmi les garçons du quartier, plusieurs sont considérés comme grands noms et ont déjà fait leur premier pas dans le milieu criminel. Le père d'un ami de Rida découvre une photo de son fils, posée avec une kalachnikov. En 2010, la police d'Amsterdam publie un rapport où ils révèlent que les bandes marocaines sont de plus en plus actives à Amsterdam-West. Ils opèrent souvent dans la région, mais également à l'international. Ils publient également des statistiques approuvant que 16,8 % des criminels arrêtés sont des Néerlando-Marocains. Un des amis de Rida est Saïd El Yazidi (assassiné en 2012). Il est issu du quartier voisin de Kolenkitbuurt et a plusieurs problèmes avec la justice pour son comportement agressif. Les jeunes fréquentent souvent la maison de jeunes Connect dirigée par Saïd Bensellam, élu Amstellodamois de l'année 2006. Saïd Bensellam voit Rida comme l'un des plus violents, pouvant même se battre pour une simple partie de pachisi.

## Carrière criminelle

### Braqueur professionnel (2007-2010)
Fanatique des DVD de la série Corleone datant de 2007, Rida Bennajem est inspiré d'une carrière criminelle identique à celle de Corleone. Il fanatise la série et le personnage, en le partageant avec Saïd El Yazidi, ses autres amis ainsi que dans la maison de jeunes Connect. Un mardi soir, la maison de jeunes Connect allument la télévision pour la diffusion du journal du soir de 21h30 sur Nederland 1. Le 7 octobre 2010, Rida Bennajem apparaît cagoulé dans l'émission Opsporing Verzocht lors d'un braquage de bijouterie. La bijouterie appartient à Fred Hund et Gerard, souvent victimes de braquages, mais cette fois-ci, ils décident de ne pas coopérer avec les braqueurs. Pendant qu'un bijoutier donne un coup au visage de Saïd El Yazidi, ce dernier demande à Rida Bennajem de tirer. Rida Bennajem tire dans le ventre de Fred Hund. L'homme âgé d'une soixantaine d'années décède à l'hôpital. La justice néerlandaise sait qu'ils ont affaire à des braqueurs sans hiérarchie et décide d'entreprendre une action en offrant une somme de 20 000 euros à la personne qui se livre anonymement au commissariat pour donner des informations précises sur les auteurs. La fédération des bijoutiers réagit également et rajoute 25 000 euros de récompense.
Le 7 août 2010, à l'occasion d'une fête Gay Pride dans le Canal Parade, il commet une fusillade vers trois heures du matin en compagnie de cinq complices Marocains et tire sur deux rappeurs néerlandais : Mr Probz et Flex. Pendant que Flex est blessé à la jambe, Mr Probz se trouve dans un état critique entre la vie et la mort, touché dans le foie et au rein. Ils sont tous les deux conduits au Centre Médical Académique d'Amsterdam. Les deux rappeurs survivent à cette fusillade. L'information passe au journal du soir et choque une grande partie de la population aux Pays-Bas. Les patrouilles arrêtent trois jeunes Marocains, qui ne seront que de simples suspects. Ils sont au courant qu'il s'agissait de Rida Bennajem, mais ne disent rien par loyauté en adoptent la loi du silence.
Trois jours après sa première fusillade, Clyde de Jezus, âgé de 37 ans qui est un proche de Gwenette Martha, est liquidé à Amsterdam. Lorsque l'avis de recherche est lancé, difficile de faire le point. Ils sont cinq, sont de type Nord-Africains entre 20 et 25 ans, mesurent entre 1,70 m et 1,75 m, ont des cheveux courts et dégradé dans les côtés, ce qui est une description typique de milliers de Marocains qui résident Amsterdam. Rida Bennajem ne sera jamais arrêté. Cependant, tout son quartier à Amsterdam-West est au courant qu'il s'agit de Rida.

### L'approche avec la Mocro-maffia (2010-2012)
Pendant que les scouts de l'Ajax Amsterdam se rendent dans les clubs amateurs du quartier, les scouts de la mafia se rendent également à Bos en Lommer, à la recherche de jeunes courageux. Rida Bennajem est l'un d'entre eux. Le dicton est comme tel, un vrai gangster ne commet pas de braquages, il est occupé avec le trafic de drogue. Rida Bennajem saute une étape et se tourne très vite dans le trafic de drogue. Il entre en contact avec Abdelhamid Aït Ben Moh (surnommé Kikker), un cousin du grand baron Houssine Ait Soussan. Abdelhamid ne reste pas au quartier, il est plutôt présent dans une chicha avec les plus grands gangsters de la ville. Houssine Ait Soussan est un ancien membre de la bande de Gwenette Martha, mais a décidé de se séparer de lui pour former sa propre bande avec Benaouf Adaoui. Abdelhamid explique à Rida que leur bande est la plus puissante et la plus riche. Dans la chicha, tout le monde reste discret et se pose des questions sur Rida Bennajem, la nouvelle tête. Rida Bennajem parle beaucoup avec les gangsters. Il se montre courageux et prêt à tout pour des grosses sommes. Lorsque Rida Bennajem retourne à Bos en Lommer, ses anciens amis le voient comme le nouveau gangster. À l'image d'un regard noir, le jeune garçon semble s'être transformé. Un ancien voisin à lui le décrit comme « Un soldat, quelqu'un qui a les co*illes, tout le monde le sait ». Pendant que son ami Saïd El Yazidi a légalement ouvert sa propre société, Rida gagne énormément d'argent qu'il partage avec sa famille et ses anciens amis du quartier. Au début de 2011, Rida Bennajem est convoqué pour marquer ses empreintes DNA à la justice néerlandaise. Ce dernier envoie son petit frère âgé de deux ans moins que lui pour se présenter en tant que Rida Bennajem. Rida conseille à son petit frère d'entrer au bureau avec « un regard sombre ». La boulette de la justice néerlandaise est découverte seulement après l'assassinat de Rida Bennajem.
La personnalité de Rida se caractérise par le fait qu'il n'accepte pas que quelqu'un parle derrière son dos. Le 6 juin 2011, ayant pour but d'aller faire ses courses au magasins, il croise par hasard cet ancien ami à lui qui a parlé sur lui. Rida sort un pistolet de sa ceinture et tire une balle dans la jambe. Les médias décrivent la fusillade : « L'auteur est connu de la justice. Il est en fuite. ». Le lendemain, lorsque la victime est interviewé au commissariat, il refuse de révéler qui est l'auteur. Onze jours plus tard, Rida Bennajem est arrêté par la police néerlandaise. Pensant qu'il s'agit de cette fameuse fusillade, la justice lui reproche d'être en lien avec un enlèvement. Il est condamné à cinq mois de prison. En décembre 2011, il est libéré et semble s'être repenti. Une fois de retour au quartier, il se renseigne pour travailler légalement. Lorsqu'on lui propose un travail qui gagne 50 euros par jour, il se moque et cite : « C'est à peine assez pour acheter des bonbons ». Ayant une mauvaise réputation au quartier, vu comme le gangster principal de Bos en Lommer, Rida a du mal à trouver sa place et replonge dans le milieu criminel. Pour gagner son pain, il commet le 11 janvier 2012 un nouveau braquage à la bijouterie Has Gold à Leyde en compagnie de deux amis du quartier : Haci et Issam. Le braquage dure une minute et dix-sept secondes, filmé par une caméra de surveillance et diffusée dans l'émission d'avis de recherche Opsporing Verzocht. Lorsqu'il prend la fuite, un bijoutier décide de courser le braqueur. Rida Bennajem se tourne et tire une balle de 9 × 19 mm Parabellum en direction du bijoutier. Heureusement, l'impact de balle a lieu dans la fenêtre d'un appartement de la rue. Le bijoutier décide dès-alors de ne plus poursuivre le braqueur. La scène se finit en une course poursuite avec la police. Rida Bennajem sort son Revolver et tire plusieurs balles vers la voiture de police qui les poursuit. Son collègue avec qui il a commis le braquage, Issam, sera arrêté quelques jours plus tard. Rida Bennajem ne retourne pas à son domicile, car il sait qu'une perquisition pourrait avoir lieu dans la maison de sa mère à Bos en Lommer. Quelques jours après l'arrestation d'Issam, une perquisition a lieu dans le domicile de la mère de Rida Bennajem, avec l'absence de Rida. Pendant qu'Issam est condamné à douze ans de prison pour cette affaire, Haci prend huit ans pendant que Rida reste introuvable.
Rida Bennajem fréquente de plus en plus la chicha Fayrouz aux côtés des hommes de Houssine Ait Soussan. Dans la chicha, à côté des criminels, se trouvent également des étudiants de l'Université d'Amsterdam, au courant qu'ils fréquentent les plus grandes figures de la mafia. Les gangsters de la chicha mettent la pression sur Rida Bennajem pour qu'il arrête ses braquages. Ils trouvent que les braquages, c'est pour se faire remarquer devant tous les Pays-Bas, et tout cela, pour une petite somme d'argent. Dans la chicha, Rida fait la connaissance de Souhail Laachir, l'homme de finance de l'organisation. Quant à Benaouf, il voit Rida comme son « petit », prenant énormément soin de lui. Ils sont souvent assis à la même table dans la chicha Fayrouz. Saïd El Yazidi, ayant ouvert sa propre société, finit quand même par intégrer l'organisation aux côtés de son meilleur ami. L'organisation se sert de Saïd El Yazidi, apprenti en carrosserie, pour les locations de voitures et chauffeur professionnel. Houssine, Benaouf, Abdelhamid et Laachir sont les plus hauts gradés dans une organisation structurée comptant un nombre important de criminels actifs.

### Tueur à gages sous Benaouf (2012-2013)
- Le 1er février 2012, Rida apparaît dans les journaux de tous les médias néerlandais, filmé par une caméra de surveillance lors de son braquage. La police intègre Rida Bennajem parmi les criminels les plus recherchés des Pays-Bas[18]. Il est d'ailleurs le plus jeune sur cette liste. Rida est remis en contact avec Abdelhamid Ait B. et Houssine Ait Soussan. L'organisation Mocro Maffia est prête à intégrer Rida Bennajem parmi leur troupes. Lorsqu'une cargaison de 200 kilos de cocaïne se volatilise dans le Port d'Anvers[19], Benaouf Adaoui donne l'ordre à Rida Bennajem d'assassiner Redouan Boutaka à Amsterdam, qui est un ami de Gwenette Martha, qui serait lié à ce vol[20]. Lorsque Boutaka est posé dans une chicha, Rida Bennajem et Alexander Gilis, munis d'armes de guerres pénètrent dans la pièce et tirent en rafale contre Redouan Boutaka[21] ;

- Le 18 octobre 2012, Rida doit à nouveau passer à l'action. Najib Bouhbouh, homme de confiance de Gwenette Martha doit être abattu[22]. Lorsqu'il sort d'un hôtel à Anvers avec Chris Bouman, ce dernier, membre de la bande de Benaouf, envoie un message à Rida Bennajem pour passer à l'action. Rida Bennajem sort les armes avec son complice Marchano Pocorni et abat le Néerlando-Marocain[23]. Cinq jours plus tard, la voiture avec laquelle ils ont pris la fuite, une Volkswagen Golf est retrouvée carbonisée à Amsterdam-West. C'est une réelle guerre que se livrent le réseau de Benaouf Adaoui et Houssine Ait Soussan contre celle de Gwenette Martha et son bras droit Naoufal Fassih[24] ;

Le domicile de Rida Bennajem dans la rue Gulden Winckelstraat à Amsterdam-West est très surveillé avec beaucoup de patrouilles de police, nuit et jour. Rida Bennajem parvient quand même à retourner dans son ancien quartier, où il distribue des sommes d'argent à sa famille, et ses anciens amis du quartier, toujours sans travail. N'ayant pas été financé pour les deux assassinats, Rida Bennajem est furieux. Il préfère encore être derrière les bareaux, parce qu'il sait que la police s'est rendu chez sa mère pour lui expliquer que son fils figure sur une liste noire, et que s'ils (les rivaux) ne le trouvent pas, ils pourraient très bien s'attaquer à un de ses proches. Rida Bennajem explique sa situation à son meilleur ami Saïd El Yazidi, désormais membre de l'organisation Benaouf. Saïd El Yazidi, lui, avait comme devoir de brûler la Volkswagen Golf à Amsterdam-West, et lui explique qu'il a bel et bien été payé, n'ayant pas à s'inquiéter pour sa famille, c'est ce que raconte l'ex-copine de Rida Bennajem à l'écrivain Wouter Laumans.
Saïd El Yazidi prend les choses en main et fixe un rendez-vous avec Benaouf à Staatsliedenbuurt le 29 décembre pour essayer de régler le problème de Rida Bennajem, concernant le fait qu'il n'ait pas été payé. Lorsque les quatre arrivent dans le quartier Staatsliedenbuurt, Benaouf et Rida marchent le long de la rue Van Rappardstraat tandis que Saïd El Yazidi et Youssef Lkhorf sont derrière à cinq mètres d'eux.
- Le 29 décembre 2012, Saïd El Yazidi et Youssef Lkhorf sont abattus dans le quartier de Staatsliedenbuurt à Amsterdam[25]. Il s'agissait d'une vengeance de l'organisation de Gwenette Martha, qui cherchait plus précisément à abattre Benaouf Adaoui, ayant envoyés Anouar Benhadi et Adil Abouchdak en mission[26]. Rida parvient à prendre la fuite à pied tandis que Benaouf plonge dans un canal glacial. Voulant se rendre au Maroc pour l'enterrement de son ami Saïd El Yazidi, Benaouf empêche Rida Bennajem de quitter le territoire néerlandais et lui fixe un appartement sur la rue Jacob Geelstraat à Slotervaart. Il y loge pendant de nombreux mois en compagnie d'un logisticien afin de rester sous le radar de la police  ;

Une grande partie des amis d'enfance de Rida Bennajem travaillent pour Gwenette Martha, le clan rival. Mais ses amis d'enfance restent des criminels les moins gradés dans son organisation, permettant aux jeunes de se revoir entre amis d'enfance, mettant de côté la guerre criminelle. Rida Bennajem pense qu'une amitié amicale secrète peuvent très bien exister dans le milieu criminel. Sauf que le 26 janvier 2013, il reçoit un cadeau acheté dans un spyshop dans la province de Gueldre de la part d'un de ses amis d'enfance travaillant pour Martha, à qui il fait tout-de-même confiance. Il s'agit d'un BlackBerry Curve 9360. Sans que Rida Bennajem le sache, le BlackBerry est munis d'une carte sim spéciale. Le spyshop est spécialisé dans les piratages des téléphones, pouvant localiser, rassembler des informations ainsi que mettre le téléphone sous écoute à n'importe quel moment. Tout ce qui se passe avec le téléphone, peut être suivi en direct à partir d'un site web via une tablette ou d'un ordinateur ordinaire. Lorsque les pirates ne suivent pas en direct, ils peuvent tout-de même récupérer les back-ups du téléphone qui sont entièrement enregistrés.
Son ami d'enfance, surnommé H, lui envoie des sms le soir du 16 mars 2013, lui proposant d'aller manger quelque chose au restaurant Du Maroc situé dans la rue Come-niusstraat. Lorsqu'ils se mettent d'accord sur l'heure du rendez-vous, Rida Bennajem se dirige non armé direction le restaurant. Il finit par croiser deux individus masqués. Les deux individus tirent plusieurs balles en direction de Bennajem. Rida Bennajem ne survit pas et est mort sur le coup, ce qui signifie un coup réussi pour l'organisation de Gwenette Martha, et une énorme perte de Benaouf, qui avait pourtant avertit Bennajem de ne faire confiance à personne, sauf à ses hommes et sa famille.
- Le 16 mars 2013, Rida Bennajem est abattu à Amsterdam[27].

## Assassinat
Le 16 mars 2013, dans la nuit du samedi au dimanche vers 23h15, Rida Bennajem est abattu de sept balles à Amsterdam dans le quartier de Slotervaart, dans la rue Comeniusstraat. Il meurt sur place à l'âge de 21 ans. Rida Bennajem est touché d'une balle au torse et une balle dans le cou, qui ne laisse aucune chance au jeune garçon. Dans la poche du pantalon de Rida se trouve de l'argent de poche et un petit coran. Ils trouvent également un BlackBerry où ils trouvent des messages reçus par H, : « Eh, Rida, après le restaurant, on ira à Bruxelles avec Chiep Chiep (Hamza B.) et Popeye (Anouar Benhadi) si tu veux ».
Le 26 mars 2013, le jour de son anniversaire, le corps de Rida Bennajem est rapatrié et enterré dans le cimetière de Tétouan, au nord du Maroc.

### Enquêtes
Les enquêtes font rapidement de cet incident un lien avec la fusillade de Staatsliedenbuurt en 2012. D'après les enquêtes, Rida Bennajem marchait avec un téléphone BlackBerry grâce auquel ses ennemis savaient le localiser et le suivre. Son Blackberry était munis d'un système spyware. L'auteur serait connu sous le surnom de Looney Tunes.
Le 18 juin 2013, un homme âgé de 22 ans est arrêté à Amsterdam, soupçonné d'avoir des liens avec la liquidation de Rida Bennajem. Cet homme nommé Solaiman L. aurait arnaqué Rida Bennajem en lui offrant un téléphone Blackberry, en réalité muni d'une installation espionnage afin de suivre tous ses contacts et ses localisations, ce qui a permis aux ennemis de Rida Bennajem de l'assassiner en mars 2013. La justice néerlandaise décrypte des messages Pretty Good Privacy de Solaiman L., écrivant : « C'est parfait. Je dois encore récolter quelques informations, ensuite, on aura ce zemel (en français : homosexuel) ». Le 18 février 2014, le tribunal d'Amsterdam décide de relâcher le suspect Solaiman L. pour faute de preuves.
Lorsque les enquêteurs parviennent à identifier le contact nommé H sur le portable de Rida Bennajem lors de sa mort, ils s'aperçoivent qu'il s'agit de Abdelhamid Kikker, le criminel recruteur qui a intégré Rida Bennajem dans l'organisation de Benaouf. Ce qui remet en doute la théorie d'un assassinat par son propre organisation, probablement due à un refus de paiement. Rida Bennajem n'avait toujours pas reçu son chèque après être passé à l'acte pour assassiner Redouan Boutaka et Najeb Bouhbouh.

## Divers
Rida Bennajem est de confession musulmane. Il est le cousin du kickboxeur Imad Hadar et le rappeur 3robi.
Rida Bennajem apparaît avec le crâne rasé dans un clip vidéo de Yes-R et Sjaak dans le morceau Dubbel O à deux minutes et une seconde.
Chaque été, Rida Bennajem se rend à Tétouan au Maroc. Lorsqu'il figure sur la liste des criminels les plus recherchés des Pays-Bas, il cesse de se rendre au Maroc pour ne pas être arrêté à l'aéroport ou dans les Ports, car les autorités néerlandaises coopèrent activement avec les services secrets marocains afin de traquer le criminel en 2012.

### Dans la fiction
- Mocro Maffia, série télévisée néerlandaise créée par Achmed Akkabi et Thijs Römer en 2018 : le personnage Muis est basé sur l'histoire de Rida Bennajem.

### Ouvrages
Cette bibliographie est indicative.
Cette bibliographie est indicative.
 : document utilisé comme source pour la rédaction de cet article.
- (nl) Wouter Laumans et Marijn Schrijver, Mocro Maffia, Lebowskipublishers, 2015, 256 p. (ISBN 978-90-488-2803-6)
- (nl) Wouter Laumans et Marijn Schrijver, Wraak, Amsterdam, Lebowski, 2019, 224 p. (ISBN 978-90-488-3621-5)